# Elecciones estatales de Baviera de 2008
Las elecciones estatales de Baviera de 2008 fueron realizadas el 28 de septiembre de 2008 en el estado alemán de Baviera para escoger a los diputados del parlamento estatal (Landtag). Las anteriores se celebraron el 21 de septiembre de 2003 y las siguientes se celebraron el 15 de septiembre de 2013.

## Resultado de las elecciones

Distribución de escaños.

Los resultados de las elecciones en Baviera trajeron una nueva victoria para el gobernante partido de centro-derecha CSU. Pero con la gran sorpresa de la pérdida de la mayoría absoluta que ostentaba desde 1962, aun así obtuvo el 43.4% de los votos, 17 puntos menos que en los pasados comicios donde obtuvo más del 60% de los sufragios.
Los socialdemócratas del SPD bajaron ligeramente hasta el 18.6% (en las anteriores consiguieron un 19.6%).
La otra gran sorpresa, tras el notabre descenso de la CSU fue la irrupción, por primera vez en el parlamento bávaro de Freie Wähler (FW), en español Electores libres, que obtuvieron un 10.2% de votos y se situaron como tercera fuerza en el Landtag.
Los verdes subieron hasta el 9.4%.
Finalmente los liberales, dieciocho años después, consiguieron entrar en el paramento bávaro con un 8% de sufragios. 
Los resultados fueron:
| Partido político | Partido político                    | %    | Escaños |
|                  | Unión Socialcristiana de Baviera    | 43,4 | 92      |
|                  | Partido Socialdemócrata de Alemania | 18,6 | 39      |
|                  | Freie Wähler                        | 10,2 | 21      |
|                  | Alianza 90/Los Verdes               | 9,4  | 19      |
|                  | Partido Liberal de Alemania         | 8    | 16      |

| Predecesor: 2003 | Elecciones de Baviera 2008 | Sucesor: 2013 |